# Semilly
Semilly – miejscowość i gmina we Francji, w regionie Grand Est, w departamencie Górna Marna.
Według danych na rok 2009 gminę zamieszkiwało 109 osób, a gęstość zaludnienia wynosiła 7,5 osób/km².